# St. Pankratius (Steinkirchen)

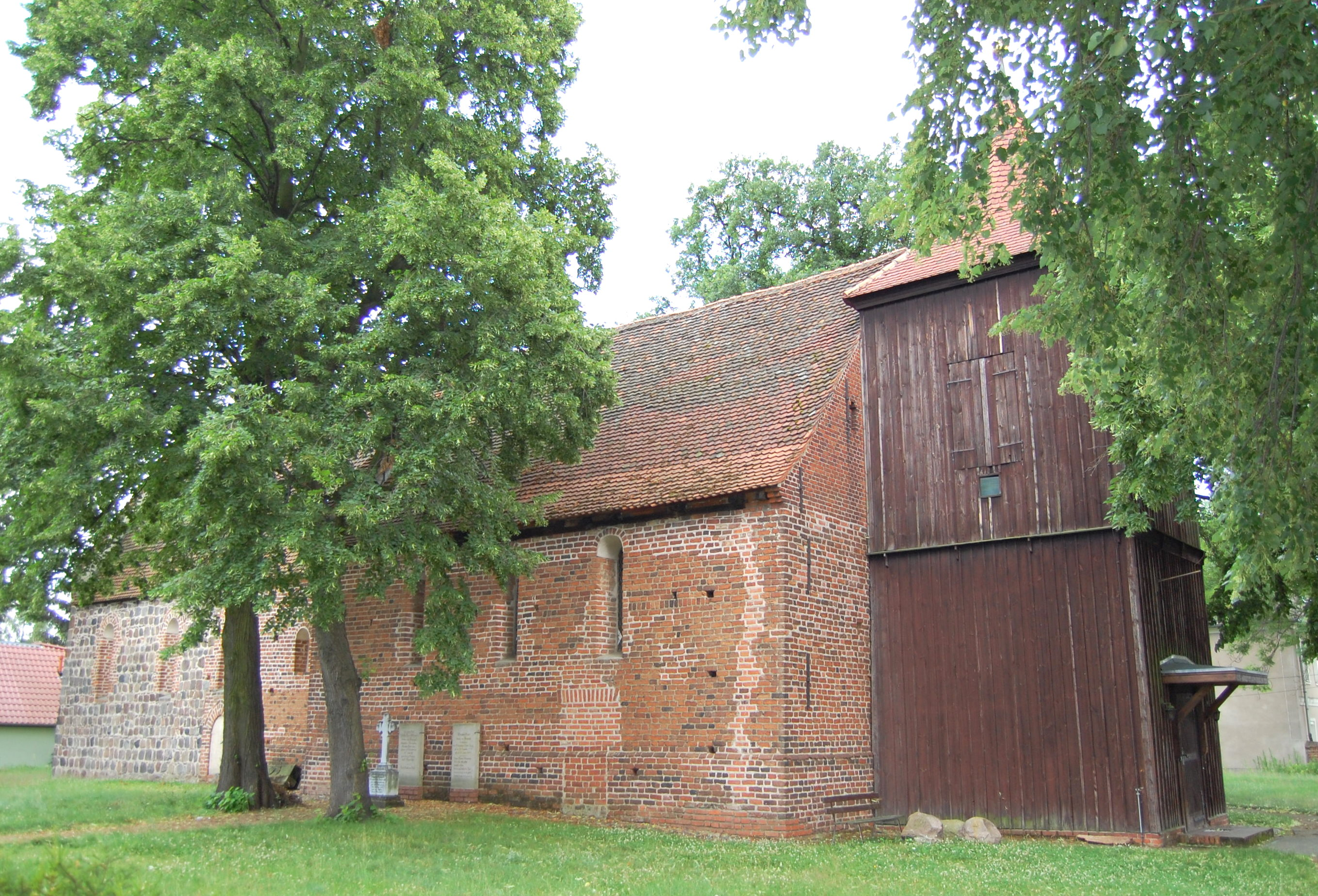
Dorfkirche Steinkirchen

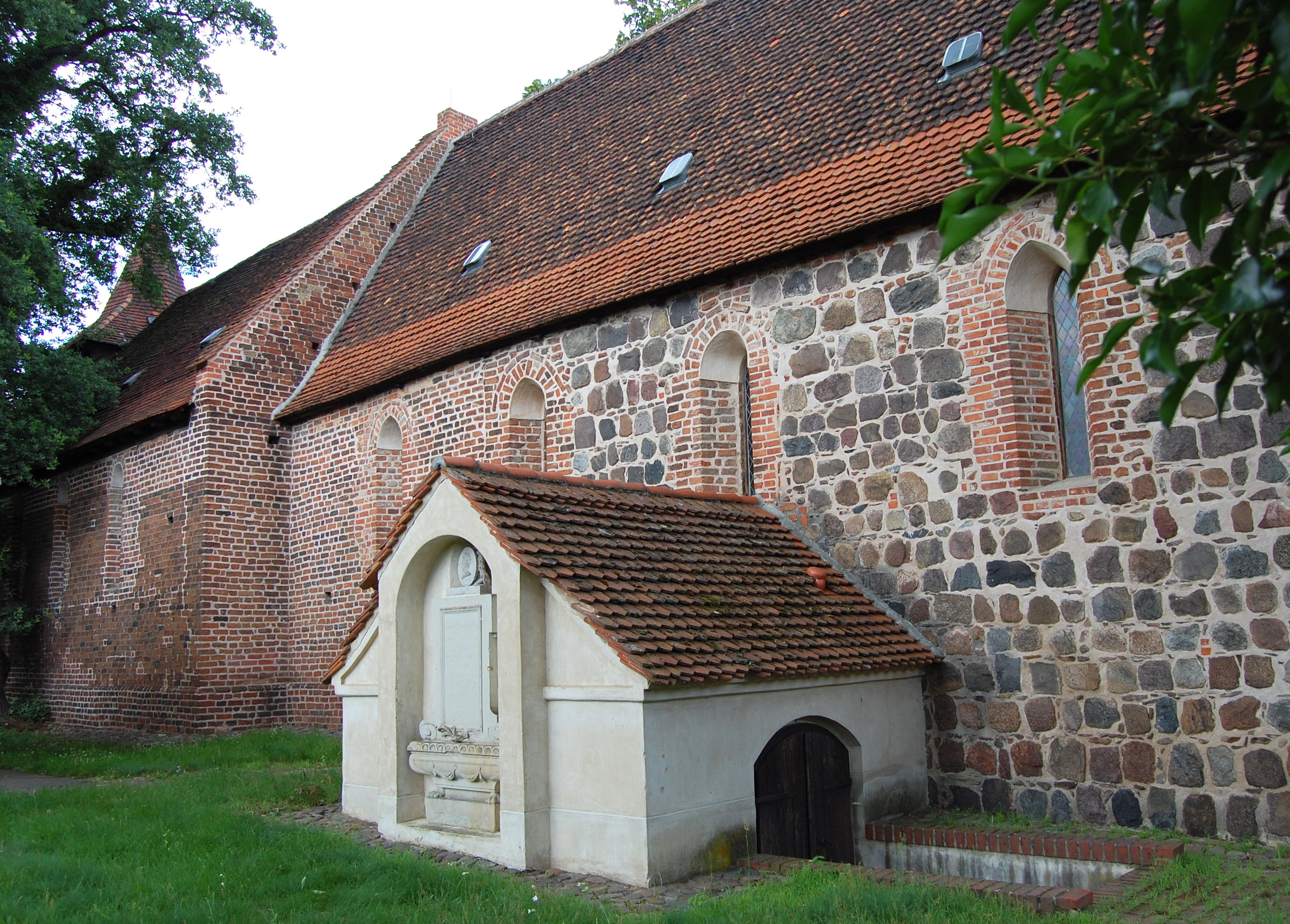
Südseite mit Gruft

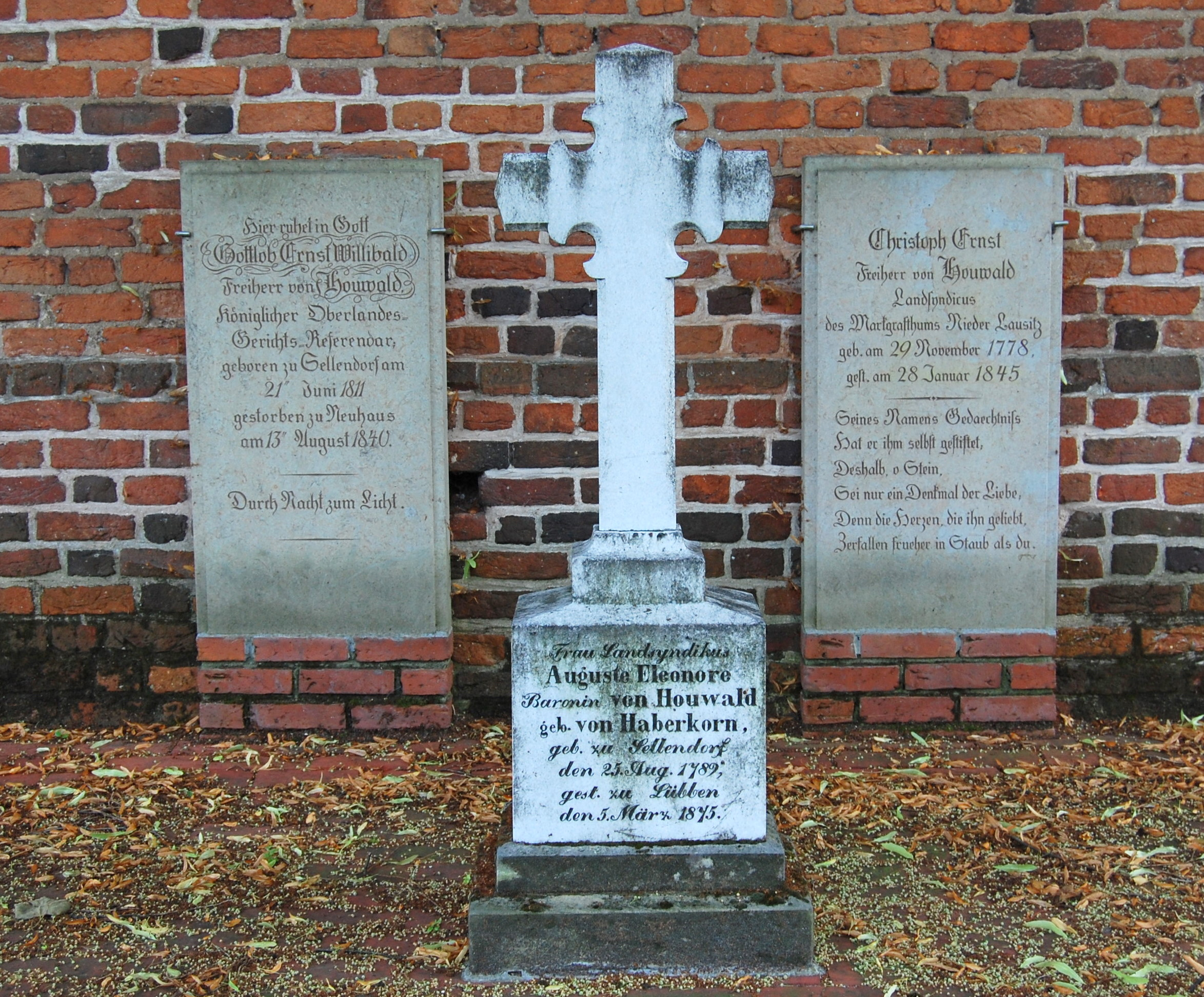
Grabmal der Familie Houwald

Sankt Pankratius ist die evangelische Kirche des zur Stadt Lübben gehörenden Stadtteils Steinkirchen. Die Kirche gehört zu den ältesten Kirchen der Niederlausitz.

## Architektur und Geschichte
Das Kirchenschiff der spätromanischen Backsteinkirche wurde bereits in der ersten Hälfte des 13. Jahrhunderts gebaut. Die Bauweise aus Stein gab dem ganzen Ort den Namen Steinkirchen. Der rechteckige Chor entstand in der zweiten Hälfte des 13. Jahrhunderts und wurde später nach Osten um drei Querachsen verlängert. Die Erweiterung wurde mit regelmäßigen Quadern aus Feldstein durchgeführt. Es wird anhand von im Inneren der Kirche noch vorhandenen Abbruchstellen vermutet, dass der ehemalige östliche Abschluss auch eine Apsis umfasste. Den heutigen Ostabschluss des Chors bildet eine dreiteilige Fenstergruppe, deren einzelne Fenster als schmale Spitzbögen gestaltet sind. Auch die übrigen Fenster des Chors sind als schmale Spitzbögen ausgeführt. Das Kirchenschiff war zunächst mit kleinen, schmalen Lanzettfenstern in Rundbogenform versehen, die später teilweise nach unten verlängert wurden. Östlich der Stelle, an der die Erweiterung des Chors ansetzt, befindet sich sowohl in der Nord- als auch in der Südwand ein spitzbogiges Tor, wobei das nördliche zugemauert wurde.
Um 1700 gab man die Nutzung der Kirche als Gotteshaus auf und verwendete sie als Getreidespeicher. Nur der vordere Teil blieb als Friedhofskapelle in Benutzung. In diesem Kirchenteil wurden bis 1945 dann etwa jährlich sechs Gottesdienste durchgeführt. Ab 1945 setzte dann eine intensivere Nutzung ein. Der Saal wurde beräumt, das Kircheninnere neu gestrichen und eine neue Bestuhlung aus unterschiedlichsten Quellen zusammengestellt, die zum Teil auch heute noch in dieser Form besteht.
Im 18. Jahrhundert wurde an der Außenseite der Südwand des Chors eine Gruft angebaut. In den Giebel des kleinen Anbaus ist der Grabstein der 1783 verstorbenen Karoline Kunigunde Wend eingelassen. An der Nordseite der Kirche befindet sich eine Grabstätte, an der mehrere Mitglieder der Familie von Houwald beigesetzt wurden. Dort befindet sich auch der Grabstein des 1845 auf Schloss Neuhaus verstorbenen Dichters Ernst von Houwald, welches 1945 schwer beschädigt wurde.
Westlich des Kirchenschiffs befindet sich ein mit Brettern verkleideter, von einem Zeltdach mit Wetterfahne bedeckter Glockenstuhl, der vermutlich im 17. Jahrhundert, möglicherweise um 1680 entstand. Das von diesem Turm zum Kirchenschiff führende Portal ist als Spitzbogen ausgeformt. Das aus Eichenholz bestehende Türblatt ist mit Eisenbeschlägen versehen. Eine Restaurierung der Kirche erfolgte in den Jahren 1991 bis 1994.

## Ausstattung
1950 erfolgte dann eine Gestaltung als nüchterner Gemeinderaum, der von einer flachen gespundeten mit Brettern versehenen Decke und moderner Bestuhlung geprägt wird. Der Triumphbogen wurde verschlossen. über dem westlichen Zugang hängt ein hölzernes Kruzifix, welches auf die zweite Hälfte des 15. Jahrhunderts datiert wird.
Der sehr lange Chor wurde ursprünglich von einer Holztonnendecke bedeckt. Die jetzt bestehende Flachdecke trägt eine erhaltene, Anfang des 18. Jahrhunderts geschaffene barocke Bemalung mit Engeln, die die Leidenswerkzeuge halten, Gloria Dei und Wolken. An der Westseite des Chors befindet sich eine schmale Empore. Bei den Restaurierungsarbeiten des Jahres 1991 wurde eine Akanthusmalerei in der Emporenbrüstung wiederentdeckt und freigelegt. Es werden von links nach rechts die Tugenden Glaube, Liebe, Hoffnung und Geduld dargestellt. In der Kirche befinden sich auch einige Reste von Wandmalereien aus der Spätgotik. Eine Darstellung Christi als Weltenrichter im oberen Bereich der östlichen Wand und die in zwei Fensterlaibungen in der Nord- und Südwand erhaltenen Rankenmalereien stammen aus dem 15. Jahrhundert.
Der hölzerne Altaraufsatz und die Kanzel entstanden Anfang des 18. Jahrhunderts. Der Altaraufsatz zeigt eine Abendmahlsszene sowie eine durch einen ovalen Laubkranz gefasste Ölbergszene. Die aus Holz gefertigte, polygonale Kanzel steht an der südlichen Chorwand auf einer Säule, bedeckt von einem schlichten Schalldeckel. Die Brüstungsfelder der Kanzel sind mit den Bildnissen des Heilands und der vier Evangelisten bemalt. Rechts der Kanzel an der Südwand befindet sich eine geschnitzte, aus dem 15. Jahrhundert stammende Ecce-homo-Figur. Ebenfalls auf das 15. Jahrhundert gehen zwei Patronatsstühle zurück. Die aus dem späten 15. Jahrhundert stammenden sprossenartig vergitterten Patronatsstühle stehen an der nördlichen und südlichen Chorwand. Ein kleiner gotischer Altar aus der Zeit um 1310 befindet sich heute im Bode-Museum in Berlin.
Die Akustik der Kirche gilt wegen der Um- und Einbauten als schlecht.